# 2010년 동계 올림픽 바이애슬론
2010년 동계 올림픽 바이애슬론(영어: Biathlon at the 2010 Winter Olympics, 프랑스어: Biathlon aux Jeux olympiques de 2010)은 2010년 동계 올림픽의 정식 종목으로 진행된 바이애슬론 경기로 2010년 2월 13일부터 26일까지 캐나다의 휘슬러에서 열렸다.

## 세부 종목
이번 올림픽에서는 10개의 세부 종목이 열린다.

## 경기 일정
| 일정   | 날짜                   | 시작  | 종료  | 종목                 |
| ------ | ---------------------- | ----- | ----- | -------------------- |
| 2일차  | 2010년 2월 13일 토요일 | 13:00 | 14:10 | 여자 7.5km 스프린트  |
| 3일차  | 2010년 2월 14일 일요일 | 11:15 | 12:25 | 남자 10km 스프린트   |
| 5일차  | 2010년 2월 16일 화요일 | 10:30 | 11:10 | 여자 10km 추적       |
| 5일차  | 2010년 2월 16일 화요일 | 12:45 | 13:25 | 남자 12.5km 추적     |
| 7일차  | 2010년 2월 18일 목요일 | 10:00 | 11:40 | 여자 15km 개인전     |
| 7일차  | 2010년 2월 18일 목요일 | 13:00 | 14:35 | 남자 20km 개인전     |
| 10일차 | 2010년 2월 21일 일요일 | 10:45 | 11:25 | 남자 15km 집단출발   |
| 10일차 | 2010년 2월 21일 일요일 | 13:00 | 13:45 | 여자 12.5km 집단출발 |
| 12일차 | 2010년 2월 23일 화요일 | 11:30 | 12:40 | 여자 4 x 6km 계주    |
| 15일차 | 2010년 2월 26일 금요일 | 11:30 | 12:40 | 남자 4 x 7.5km 계주  |

## 예선

### 참가 선수 쿼터
참가 선수: 220명 (남자: 113명, 여자: 107명)

각 국에서는 최대 12명의 선수(남녀 각각 6명)의 출전이 가능하고 세부종목당 최대 4명의 선수를 출전 시킬 수 있다.
각 세부종목별 쿼터
- 개인전: 88명 (남자), 87명 (여자)
- 스프린트: 88명 (남자}, 87명 (여자}
- 추적: 60명[1]
- 집단출발: 30명
- 게주: 20팀 (80명)

### 예선 참가 기준
모든 선수들은 국제 바이애슬론 연맹에서 정한 3가지의 기준 중 적어도 한 개의 기준을 충족시켜야 한다.
- 선수들은 유러피안 컵(IBU 컵), 2010/2009 아니면 2009/2008 시즌의 유럽 선수권대회의 스프린트나 개인전 경기에서 최단시간 기록 3개의 평균이 상위 20%안에 들어야 한다.

아니면
- 선수들은 2010년 혹은 2009년 주니어 선수권대회에서 상위 50%이내에 들어야한다.

아니면
- 선수들은 2008/2009 혹은 2009/2010 시즌에 열린 바이애슬론 월드컵이나 바이애슬론 세계선수권대회에 참가해야한다.

- 모든 계주팀의 선수들은 위의 기준을 따라야 한다.

또한, IOC의 승인을 받고 국제 바이애슬론 연맹에서 주관하는 대회에 참가할 수 있는 NOC의 선수여야 한다.

### 할당량
220장의 쿼터는 2008년과 2009년에 열린 세계 바이애슬론 선수권대회를 포함한 포인트를 합산해서 결정한다.
남자
- 1~5위: 6장
- 6~20위: 5장
- 21~28위: 1장

여자
- 1~5위: 6장
- 6~15위: 5장
- 16~20위: 4장
- 21~27위: 1장

각 나라별 참가 선수 현황:

## 메달리스트

### 남자
| 종목                   | 금                                                                                             | 금        | 은                                                                                   | 은        | 동                                                                             | 동          |
| ---------------------- | ---------------------------------------------------------------------------------------------- | --------- | ------------------------------------------------------------------------------------ | --------- | ------------------------------------------------------------------------------ | ----------- |
| 20 km 개인전 자세히    | 에밀 헤글레 스벤센 · 노르웨이                                                                  | 48:22.5   | 올레 에이나르 비에른달렌 · 노르웨이 · 샤르헤이 노비카우 · 벨라루스                   | 48:32.0   | 수상자 없음                                                                    | 수상자 없음 |
| 10 km 스프린트 자세히  | 뱅상 제 · 프랑스                                                                               | 24:07.8   | 에밀 헤글레 스벤센 · 노르웨이                                                        | 24:20.0   | 야코브 파크 · 크로아티아                                                       | 24:21.8     |
| 12.5 km 추적 자세히    | 비에른 페뤼 · 스웨덴                                                                           | 33:38.4   | 크리스토프 주만 · 오스트리아                                                         | 33:54.9   | 뱅상 제 · 프랑스                                                               | 34:06.6     |
| 15 km 집단출발 자세히  | 마르탱 푸르카드 · 프랑스                                                                       | 35:46.2   | 파볼 후라이트 · 슬로바키아                                                           | 35:52.3   | 크리스토프 주만 · 오스트리아                                                   | 36:01.6     |
| 4 x 7.5 km 계주 자세히 | 노르웨이 (NOR) · 타리에이 뵈 · 올레 에이나르 비에른달렌 · 에밀 헤글레 스벤센 · 할바르 하네볼 · | 1:21:38.1 | 오스트리아 (AUT) · 도미니크 란더팅거 · 다니엘 메조티치 · 지몬 에더 · 크리스토프 주만 | 1:22:16.7 | 러시아 (RUS) · 안톤 시풀린 · 예브게니 우스튜고프 · 이반 체레조프 · 막심 추도프 | 1:22:16.9   |

### 여자
| 종목                    | 금                                                                                         | 금        | 은                                                                     | 은        | 동                                                                           | 동        |
| ----------------------- | ------------------------------------------------------------------------------------------ | --------- | ---------------------------------------------------------------------- | --------- | ---------------------------------------------------------------------------- | --------- |
| 15 km 개인전 자세히     | 토라 베르게르 · 노르웨이                                                                   | 40:52.8   | 옐레나 흐루스탈료바 · 카자흐스탄                                       | 41:13.5   | 다리야 돔라체바 · 벨라루스                                                   | 41:21.0   |
| 7.5 km 스프린트 자세히  | 아나스타시야 쿠즈미나 · 슬로바키아                                                         | 19:55.6   | 마그달레나 노이너 · 독일                                               | 19:57.1   | 마리 도랭 · 프랑스                                                           | 20:06.5   |
| 10 km 추적 자세히       | 마그달레나 노이너 · 독일                                                                   | 30:16.0   | 아나스타시야 쿠즈미나 · 슬로바키아                                     | 30:28.3   | 마리로르 브루네 · 프랑스                                                     | 30:44.3   |
| 12.5 km 집단출발 자세히 | 마그달레나 노이너 · 독일                                                                   | 35:19.6   | 올가 자이체바 · 러시아                                                 | 35:25.1   | 지모네 하우스발트 · 독일                                                     | 35:26.9   |
| 4 x 6 km 계주 자세히    | 러시아 (RUS) · 올가 메드베체바 · 안나 보갈리티토베츠 · 스베틀라나 슬렙초바 · 올가 자이체바 | 1:09:36.3 | 프랑스 (FRA) · 마리 도랭 · 실비 베카르 · 산드린 벨리 · 마리로르 브루네 | 1:10:09.1 | 독일 (GER) · 마르티나 베크 · 카티 빌헬름 · 지모네 하우스발트 · 안드레아 헹켈 | 1:10:13.4 |

## 참고 문헌
인터넷 웹사이트
- 예선통과 기준
- 밴쿠버 대회 스케줄 v12